# Hal (film)
Hal (ハル?, Haru) è un film d'animazione del 2013 diretto da Ryōtarō Makihara.
Prodotto da Wit Studio e uscito nelle sale giapponesi l'8 giugno 2013, dalla primavera dello stesso anno ne è stato pubblicato anche un adattamento manga sulla rivista Bessatsu Margaret, edito da Shūeisha.

## Trama
In un Giappone di un prossimo futuro, i due giovani Kurumi ed Hal vengono separati brutalmente da un incidente aereo mortale. Dal fatale incidente si salva solo uno dei due innamorati e, sotto shock, non riesce ad affrontare l'esperienza luttuosa e ad accettare la realtà.
Impietositi, i parenti e gli amici decidono di far superare il trauma all'infelice vittima lasciando che il robot di famiglia Q01 prenda il posto del deceduto Hal. Nonostante la finzione, la coppia così riunitasi torna a rivivere i dissapori e i contrasti passati, antecedenti all'incidente, questa volta però, approcciandovi con una consapevolezza ed un atteggiamento diverso. Kurumi, infatti, sebbene all'inizio scettica e diffidente di fronte al nuovo "Robot-Hal", va via via affezionandosi al nuovo compagno; tuttavia, vecchie conoscenze tornano a frapporsi nell'idillio romantico della rinata coppia e l'apparizione dell'amico d'infanzia Ryuu non farà che portare a galla scomode verità.

## Manga
| Nº | Giapponese 「Kanji」 - Rōmaji | Data di prima pubblicazione           | Data di prima pubblicazione |
| Nº | Giapponese 「Kanji」 - Rōmaji | Giapponese                            |                             |
| 1  | 「ハル」 - Haru               | 25 giugno 2013 ISBN 978-4-08-845063-6 |                             |